# دهستان چاپچا
دهستان چاپچا (به لاتین: Chapcha Gewog) یک دهستان در کشور بوتان است که در ناحیهٔ چوخا واقع شده‌است. دهستان چاپچا ۱۱۲٫۶ کیلومتر مربع مساحت دارد.